# Erucastrum canariense
Erucastrum canariense là một loài thực vật có hoa trong họ Cải. Loài này được Webb & Berthel. mô tả khoa học đầu tiên năm 1836.